# Dragotin Cvetko
Dragotin Cvetko (Vucja Vas, Eslovenia 19 de septiembre de 1911-Liubliana, 2 de septiembre de 1993) fue un compositor y musicólogo esloveno.
Estudió música en el Conservatorio de la Universidad de Liubliana, donde en 1938 obtuvo el doctorado en enseñanza musical; luego continuó sus estudios de posgrado en el Conservatorio de Praga. Fue profesor en la Academia de Liubliana de 1938 a 1943 y de 1945 a 1962. En ese último año fundó el Departamento de Musicología en la Universidad de Liubliana, donde se convirtió en profesor. De 1970 a 1972 fue decano de la Facultad de Artes. Fue miembro de la Academia Eslovena de Ciencias y Artes, así como editor de Muzikološki zbornik (Varia Musicología, publicación anual profesional de musicología). En 1972 fue galardonado con el Premio Herder.
Inicialmente se interesó principalmente en la enseñanza musical, y más tarde volvió a la musicología y ganó impulso por sus estudios sobre la historia de la música eslovena, dirigido en particular hacia los compositores eslovenos del Renacimiento y el Barroco, tales como Jacobus Gallus, Gabriel Plautzius, Joannes Baptista Dolar y Yuri Knez. Entre sus publicaciones se organizan con éxito informaciones detalladas sobre las diferentes personalidades e instituciones que representan la historia de la música de Eslovenia, que se presenta como parte de sus contextos políticos culturales e históricos. Sostuvo que con el fin de comprender plenamente el desarrollo de la cultura musical europea era necesario no solo para seguir la corriente principal, sino también comprender la actividad musical de los centros periféricos. También se interesó en la vida musical de Europa Central y Oriental durante el Renacimiento y el Barroco.

## Privado
Tras la Segunda Guerra Mundial, se casó el 24 de julio de 1946, con Nives Polak. Tuvieron un varón y dos mujeres. En 1947 nació su hija Varja Cvetko Orešnik, más tarde una prominente lingüista. Murió en Liubliana, a los 82 años.

## Honores
- 1982: la Univ. de Liubliana lo honra con el título de distinguido profesor.[2]
- 1967–1972: vicepresidente de la International Musicological Society.[2]

### Membresías[2]
- 1970: de la Academia Eslovena de Ciencias y Artes,
- 1968: correspondiente de la Academia de las Artes y de las Ciencias de Serbia
- 1979: correspondiente de la Academia Croata de Ciencias y Artes
- 1978: honorario de la Instituto de Música de Croacia.

### Galardones[1]
- 1961: Premio Prešeren por su obra Zgodovino glasbene umetnosti na Slovenskem (Historia de la Música en Eslovenia)
- 1972: Premio Herder
- 1982: Premio AVNOJ.
- 1988: Premio Kidrič.
- 18 de septiembre de 2011, un busto de él se entronizó en su pueblo natal de Vučja Vas.[5]

## Obra

### Alguna publicaciones
- Problem obcega muzikalnega vzgajanja ter izobraževanja (disertación de tesis, Univ. de Liubliana, 1938)[2]

- Risto Savin: osebnost in delo (Liubliana, 1949)

- Davorin Jenko i njegovo doba (Belgrado, 1955; traduccióon eslovena: 1955)

- The Problem of National Style in South Slavonic Music, in Slavonic and East European Review XXXIV: 1–9 (1955)

- J.B. Novak, ein slowenischer Anhänger Mozarts (Viena, 1956)

- Mozarts Einfluss auf die slowenische Tonkunst zur Zeit der Klassik, p. 200–6 (1956)

- The Renaissance in Slovene Music, in Slavonic and East European Review, p. 27–36 (1957)

- Zgodovina glasbene umetnosti na Slovenskem (Liubliana, 1958-60)

- Les formes et les résultats des efforts musicologiques yougoslaves, p. 50–62 (1959)

- Academia philharmonicorum labacensis (Liubliana, (1962)

- Jacobus Gallus Carniolus (Liubliana, 1965)

- La musique slovène du XVIe au XVIIIe siècle, in Musica antiqua Europae orientalis, p. 164–200 (Toruń, 1966)

- “Il Tamerlano” di Giuseppe Clemente Bonomi, in Essays Presented to Egon Wellesz, p. 108–14 (Oxford, 1966)

- Histoire de la musique slovène (Maribor, 1967)

- South Slav Music in the History of European Music, p. 26–39 (Liubliana, 1967)

- Jacobus Gallus: sein Leben und Werk (Monaco, 1972)

- Aus H. Scherchens und K.A. Hartmanns Korrespondenz an S. Osterc, in Musicae scientiae collectanea: Festschrift Karl Gustav Fellerer zum siebzigsten Geburtstag, p. 70–77 (Colonia, 1973)

- Zum Problem der Wertung der neuen Musik, in International Review of the Aesthetics and Sociology of Music IV: 5–16 (1973)

- Musikgeschichte der Südslawen (Kassel, 1975)

- Probleme und Leistungen der slowenischen Musikwissenschaft, in International Review of the Aesthetics and Sociology of Music VII: 89–102 (1976)

- Concepts of Music History in East and West, in International Review of the Aesthetics and Sociology of Music II: 256–64 (Berkeley, 1977)

- The Present Relationship between the Historiography of Music in Eastern and Western Europe, in International Review of the Aesthetics and Sociology of Music IX: 151–60 (1978)

- Die Rolle der Musik bei dem Adel im Herzogentum Krain im 17. und zu Beginn des 18. Jahrhunderts, in IMSCR XIII v. III: 533–41 (Estrasburgo, 1982)

- Die Romantische Oper bei den Südslawen und ihre Eingliederung in den europäischen geschichtlichen Rahmen, in Sborník prací FF brněnské univerzity, H19, p. 119–26 (1984)

- Wechelseitige Beziehungen zwischen Musik und Gesellschaft, in MZ XXI: 5–15 (1985)

- Anton Lajovic (Liubliana, 1987)

- Notes sur la transplantation de la tradition musicale populaire et artistique, des Slaves du Sud, in International Review of the Aesthetics and Sociology of Music XI: 93–101 (1988)

- Gojmir Krek (Liubliana, 1988)

- Slovenska glasba v evropskem prostoru (Liubliana, 1991)

- ulturne razmere v prostoru Alpe-Jadran od poznega 16. do zgodnjega 18. stoletja, in Muzikološke razprave p. 57–68 (Liubliana, 1993)